# Farol Santander Porto Alegre
O Farol Santander Porto Alegre, antigamente chamado de Santander Cultural, é um centro cultural brasileiro mantido pelo Banco Santander em um prédio histórico de Porto Alegre, no Rio Grande do Sul. Localiza-se em meio à Praça da Alfândega, na Rua Sete de Setembro, nº 1028, e seu prédio foi tombado pelo IPHAE. 

## O prédio
A construção do prédio foi iniciada em 1927 e concluída em 1931, com projeto de engenharia de Hipólito Fabre, e fachadas e ornamentações desenhadas por Fernando Corona, que também esculpiu pessoalmente o grupo do frontispício. Theo Wiederspahn colaborou no projeto arquitetônico. O interior foi projetado por Stephan Sobczak, arquiteto polonês. As esculturas existentes na fachada traseira foram executadas por Alfredo Staege. 
O prédio possui aproximadamente 5.600 m² de área construída e é tombado pelo Patrimônio Histórico Estadual, fazendo parte de um conjunto arquitetônico precioso do Centro que, com o estabelecimento do centro cultural, ganhou mais um grande impulso de revitalização.  
Tem uma arquitetura eclética, com predominância de elementos neoclássicos. Sua planta é retangular, com cinco pavimentos mais um subsolo, e as fachadas se elevam sobre uma base de granito e são revestidas por cirex (massa raspada e mica), com decoração escultural e ornamental requintada. São marcantes suas grandes colunas lisas de capitéis coríntios.  No interior existe um grande salão central iluminado por uma clarabóia com magníficos vitrais de origem francesa, cercado por imponentes colunas e belas balaustradas.   
O edifício histórico já serviu de sede aos seguintes bancos gaúchos: Banco da Província, Banco Nacional do Comércio, Banco Sulbrasileiro, Banco Meridional; atualmente a edificação e administrada pelo banco espanhol Santander, foi restaurado e adaptado para ser um moderno centro de arte e cultura. O projeto de restauro manteve e recuperou ao seu esplendor original os grandes espaços, a ornamentação suntuosa, os ricos vitrais e mármores, que hoje mantêm diálogo marcante e mutuamente benéfico com as muitas exposições de arte contemporânea, shows de música popular e eventos diversos que acontecem ali. 
A principal intervenção foi a criação de um átrio no antigo poço de iluminação dos vitrais, possibilitando apreciá-los pela primeira vez em uma perspectiva de cima para baixo. No andar térreo e no segundo piso organizou-se o espaço para abrigar exposições, e no subsolo os antigos cofres foram transformados em sala de cinema, café e restaurantes. Já abrigou exposições importantes na cidade, como as dos pintores Miró e Pablo Picasso, a retrospectiva de Vera Chaves Barcellos, e também tem servido como um dos espaços da Bienal do MERCOSUL.

## Exposições

### Queermuseu
Queermuseu — Cartografias da diferença na arte brasileira foi uma exposição artística brasileira apresentada no Santander Cultural, na cidade de Porto Alegre. A iniciativa contava com artistas consagrados, como Portinari, Lígia Clark e Adriana Varejão, e tinha o objetivo, de acordo com os organizadores, de discutir e valorizar a diversidade no mundo contemporâneo. Em setembro de 2017, a mostra passou a ser alvo de críticas de grupos conservadores e religiosos, que consideraram o conteúdo de algumas obras inadequado. Os protestos resultaram no encerramento antecipado da exposição. 
Como contrapartida aos acontecimentos envolvendo a exposição queermuseu, o Banco Santander adota uma nova estratégia de execução cultural através do seu departamento de marketing. Depois de um breve período sem exposições, o ano 2018 inicia com a 11ª Bienal do Mercosul e mantém um calendário preocupado em não gerar polêmicas. A exposição Etnos - faces da diversidade foi inclusive cotada para compor uma das exigências do Ministério Público pelo fechamento de Queermuseu. No entanto a proposta foi rejeitada pelo MP. Como conclusão o Santander Cultural passa a chamar-se Farol Santander e os expaços de reflexão antes instituídos como referências positivas na comunidade como Biblioteca e Ação Educativa foram excluídas da nova proposta, sendo então substituídas por uma linha curatorial empreendedora. O superintendente à época, Carlos Eugênio Trevi teve sua importância gerencial diminuída e porteriormente foi demitido e substituído pelo artista plástico André Severo. O novo centro cultural nasce em 2019, sem o impacto previsto, mas mantém-se com uma agenda cultural avessa à polêmicas e reflexões críticas.